# Ґюнтер Фергойґен
Ґю́нтер Ферго́йґен (нім. Günter Verheugen, нар. 28 квітня 1944, Бад-Кройцнах, Німецька Імперія, нині ФРН) — німецький політичний діяч, Єврокомісар з питань розширення в 1999—2004 роках та Єврокомісар з питань підприємництва й промисловості в 2004—2010 роках. Був також одним із п'ятьох заступників голови в першій Європейській Комісії Баррозу, яка складалася з 27 членів і строк повноважень якої тривав з 2004 до 2009 року. Із 2010 року є почесним професором Європейського університету Віадріна, що у Франкфурті-на-Одері. Із 2015 року очолює напрямок європейської інтеграції в Агентстві модернізації України.

## Біографія
Народився в місті Бад Кройцнах, у західнонімецькій землі Рейнланд-Пфальц. Вивчав історію, соціологію та політологію в Кельнському та в Боннському університеті. Відразу після його закінчення 1969 року був завідувачем відділу зв'язків із громадськістю МВС в уряді Ганса-Дітріха Геншера, а 1974 року разом зі своїм начальником перейшов до Міністерства внутрішніх справ. Був генеральним секретарем ВДП Німеччини (ліберали) у період з 1978 до 1982 року. Залишив ВДП з багатьма ліволіберальними членами партії 1982 року з причини виходу ВДП з уряду канцлера Гельмута Шмідта. Того ж року вступив до СДП (соціал-демократи).
1983 року Фергойґен став депутатом Бундестагу.
Був членом комітету з міжнародних відносин з 1983 до 1998 року. 1987 року Віллі Брандт призначив Ґюнтера головним редактором партійної газети Vorwärts (Вперед). 1992 року головував у Спеціальній комісії ЄС. З 1994 до 1997 року був заступником голови парламентської групи СДП. З 1997 року головує в Комітеті з питань миру, безпеки та роззброєння Соціалістичного інтернаціоналу. З 1998 року і до призначення Комісаром ЄС з питань розширення Євросоюзу 1999 року обіймав посаду першого заступника міністра в міністерстві закордонних справ за уряду Йошки Фішера. За час його перебування на посаді Єврокомісара з розширення в Європейській Комісії Проді десять нових держав Європи стали членами ЄС 2004 року. У Комісії, сформованій наступником Проді Баррозу, став Єврокомісаром з підприємництва та промисловості. Його також підвищили до статусу одного з п'ятьох віцеголів Комісії.
5 листопада 2004 року під час пресконференції Фергойґен зауважив, що майбутнім прем'єр-міністром Румунії буде Мірча Джоане (зі Соціал-демократичної партії Румунії) та що Румунія закінчить переговори з ЄС лише за чотири дні до румунських парламентських і президентських виборів 2004 року. Після цього румунські журналісти звинуватили його в утручанні в політику Румунії.
Як комісар він заявив про бажання скоротити тяганину, особливо з метою спрощення діяльності малого та середнього підприємництва. Він також виділяє наукові дослідження та інновації як «ключі-близнюки до майбутньої конкурентоспроможності»; окреслює свої пріоритети як: ефективніша регуляторна база, сучасна промислова політика, малі і середні підприємства та нововведення. З метою сприяння конкурентноздатності він виклав три напрямки політики на основі міжнародних договорів: «Конкурентоспроможність і поліпшення бізнес-середовища» (ст. 157), «Оформлення й управління внутрішнім ринком на продукцію» (ст. 28 і 95) та «Рамкові програми інновацій і наукових досліджень» (Розділ XVIII).
Комісар активно включився в роботу над директивами з реєстрації, оцінки, дозволу і обмеження хімічних речовин та забезпеченням їхньої сумісності з Лісабонською стратегією. Він передбачає запровадження єдиного патенту в Євросоюзі до 2012 року, адже заявка на патент стосується 24 млн малих і середніх підприємств в Європі, що в середньому в 11 разів більше, ніж у Сполучених Штатах.
У відповідь на відмову таких країн як США і Австралія підписати Кіотський протокол, Фергойґен попросив Голову Єврокомісії Баррозу подивитися, чи дійсно ЄС міг би впровадити податки на вироби, що імпортуються з тих країн, які не взяли на озброєння політику низьковуглецевої економіки (врегулювання митних зборів).

## Діяльність

### Комісаріат Європейського Союзу з питань розширення
1999 року Фергойґен став європейським комісаром з розширення в комісії Романо Проді. Під час діяльності Фергойґена на цій посаді до Євросоюзу прийняли 10 східноєвропейських держав. 2004 року він обстоював приєднання до ЄС Туреччини.

### Комісаріат Європейського Союзу з питань підприємництва та промисловості
Ґюнтер Фергойґен з 22 листопада 2004 року по 9 лютого 2010 року обіймав посаду комісара з розвитку промисловості та підприємництва та Голови Європейськоъ економічної трансатлантичної ради. Він був віцепрезидентом Комісії протягом цього періоду перебування Баррозу на посту.

### План Маршалла для України
2015 року очолив напрямок європейської інтеграції в Агентстві модернізації України, неурядової організації, що розробляє комплексну програму модернізації України та шукає інвестиційні ресурси для її реалізації.. Як наголошують деякі експерти, Фергойґен прийшов на місце іншого експерта — Штефана Фюле, який відмовився від цієї посади через кишеньковий характер Агентства і його тісний зв'язок із підозрілим українським олігархом Фірташем. Репутація Фірташа, як бачиться, не зупинила Фергойґена.
В Агенції Фергойґен очолив галузевий підрозділ з рекомендацій проведення інституціональних реформ, спрямованих на інтеграцію України до ЄС і побудову громадянського суспільства. Разом із командою фахівців Ґюнтер Фергойґен займається напрацюванням програми розвитку української економіки, а також оцінкою потрібних обсягів фінансування.

## Нагороди
- 1982: Орден «За заслуги перед Італійською Республікою»: Командорський Хрест
- 1997: Орден «За заслуги перед Федеративною Республікою Німеччина»: Великий хрест 1-го ступеня
- 1997: Великий хрест ордена Вікторії (Іспанія)
- 1997: Баварський орден «За заслуги»
- 2000: Орден Зірки Румунії: Кавалер Великого офіцерського хреста
- 2003: Орден Великого князя Литовського Гедиміна (Литва)
- 2004: Орден «На благо Республіки» (Мальта)
- 2004: Орден Трьох зірок: Великий хрест (Латвія)
- 2004: Орден «За заслуги перед Федеративною Республікою Німеччина»: Великий хрест із зіркою та плечовою стрічкою
- 2004: Почесний знак «За заслуги перед Австрійською Республікою»: Великий хрест I ступеня — з золотою зіркою
- 2004: Командор із зіркою Ордена «За заслуги перед Угорською Республікою»
- 2004: Орден Подвійного білого хреста 1-го ступеня (Словаччина)
- 2005: Маріїнський Орден Хреста 1-го ступеня (Естонія)
- 2009: Командор із зіркою Ордена «За заслуги перед Польщею»
- 2010: Премія видавничої групи з малого та середнього бізнесу 'markt intern"
- 2016: Орден Білого лева